# Tom Mike Apostol
Tom Mike Apostol (Helper, Utah, 20 de agosto de 1923 — 8 de maio de 2016) foi um matemático estadunidense, especializado em teoria analítica dos números e professor do Instituto de Tecnologia da Califórnia (Caltech).
Apostol morreu em 8 de maio de 2016.